# Стопчанский, Владимир Андреевич
Владимир Андреевич Стопчанский (1870—1920) — генерал-майор, герой Первой мировой войны, участник Белого движения.

## Биография
Сын начальника Кутаисского губернского жандармского управления, генерал-майора Андрея Михайловича Стопчанского (1839—1904).
Окончил Нижегородский кадетский корпус (1888) и 2-е военное Константиновское училище (1890), откуда выпущен был хорунжим в конно-артиллерийскую бригаду Кубанского казачьего войска.
Произведен в сотники 1 июня 1894 года, в подъесаулы — 25 мая 1901 года, в есаулы — 1 июня 1905 года. Окончил Офицерскую артиллерийскую школу «успешно». Участвовал в русско-японской войне, за боевые отличия был награждён тремя орденами.
2 июля 1908 года произведен в войсковые старшины «за отличие по службе», с назначением командиром 3-й Кубанской казачьей батареи. 13 июля 1910 года назначен командующим 1-м Кавказским казачьим конно-артиллерийским дивизионом, а 3 декабря 1912 года произведен в полковники «за отличие по службе», с утверждением в должности.
В Первую мировую войну вступил с 1-м Кавказским казачьим конно-артиллерийским дивизионом. Пожалован Георгиевским оружием
За то, что будучи командиром 1-го Кавказского казачьего конно-артиллерийского дивизиона и начальствуя правым боевым участком конного отряда в составе 4-х казачьих сотен и 4-х конных орудий и прикрывая левый фланг пластунской бригады, расположенной на фронте Кирых-Чиджарек, в течение 14-го, 15-го и 16-го декабря 1914 года самоотверженно отбивал яростные атаки превосходных сил турок, которые желали прорвать промежуток между пластунами и конным отрядом, что привело бы тех и других к преждевременному очищению своих позиций. Когда было приказано всем войскам на Башкейском плато отходить, он, как назначенный начальником левого арьергарда, вновь проявил высокое мужество и распорядительность и дал возможность спокойно отойти всем частям и обозам, после чего отвел в полном порядке и свой арьергард.
11 июня 1915 года назначен командиром 1-го Горско-Моздокского полка Терского казачьего войска. 31 августа 1916 года назначен командующим 2-й бригадой 4-й Кавказской казачьей дивизии, а 17 марта 1917 года произведен в генерал-майоры «за военные отличия», с утверждением в должности.
В Гражданскую войну участвовал в Белом движении на Юге России в составе Добровольческой армии и ВСЮР. С 1 августа 1918 года состоял в резерве чинов Кубанского казачьего войска, позднее в том же году был командиром 2-й бригады 1-й Кубанской казачьей дивизии. С 23 октября 1918 года был членом комиссии генерала Королькова, с 9 ноября того же года — членом комиссии по организации кубанских частей. С 27 июля 1919 года назначен инспектором артиллерии 1-го Кубанского корпуса. Убит 8 марта 1920 года у станции Белая Глина.

## Награды
- Орден Святого Станислава 3-й ст. (ВП 6.05.1902)
- Орден Святой Анны 3-й ст. с мечами и бантом (ВП 23.06.1906)
- Орден Святой Анны 4-й ст. с надписью «за храбрость» (ВП 4.10.1906)
- Орден Святого Владимира 4-й ст. с мечами и бантом (ВП 3.01.1907)
- Орден Святого Владимира 3-й ст. (ВП 6.05.1914)
- мечи к ордену Св. Владимира 3-й ст. (ВП 21.04.1915)
- Георгиевское оружие (ВП 7.01.1916)
- Высочайшее благоволение «за отличия в делах против неприятеля» (ВП 9.08.1916)
- старшинство в чине полковника с 24 ноября 1910 года (ВП 7.07.1916)